# Trematopygodes mactator
Trematopygodes mactator là một loài tò vò trong họ Ichneumonidae.